# Списък на марки велосипеди и компании производители

## A
- A-bike – UK
- Abici – Италия
- Argon 18 – Канада

## B
- Basso – Италия
- Bootie – UK
- Bottecchia – Италия

## M
- Mercurio – Мексико
- MIFA – Германия